# Літературна премія міста Відень
Літерату́рна пре́мія мі́ста Ві́день (інша назва — Премія міста Відень за літературу) — це літературна нагорода, яку щороку присуджує місто Відень. Її засновано 1947 року. Грошовий еквівалент премії з 2002 року становить 8000 євро. Перед тим становив 100 000 шилінгів, що за курсом 2001 року відповідало 7300 євро.

## Лауреати
| - 1947 Фелікс Браун - 1948 Еріка Міттерер - 1949 Альма Гольґерзен - 1950 Рудольф Брунґрабер - 1951 Александер Горнет-Голенія - 1952 Франц Набль - 1953 Франц Теодор Чокор - 1954 Франц Карл Ґінцкай - 1955 Фріц Гохвельдер - 1956 Рудольф Генц - 1957 Фердінанд Брукнер - 1958 Теодор Крамер - 1959 Ґеорґ Зайко - 1960 Ернст Вальдінґер - 1961 Гельміто фон Додекер - 1962 Вільгельм Сабо - 1963 Ернст Лотар - 1964 Крістіне Буста - 1965 Ернст Шенвізель - 1966 Еліас Канетті - 1967 Альберт Паріс Ґютерсло - 1968 Йоганн Ґунерт - 1969 Імма Бодмерсгоф - 1970 Фрідріх Шрайфоґль - 1971 Жанні Ебнер - 1972 Альберт Драх - 1973 Ганс Леберт - 1974 Ільзе Айхінґер, Манес Шпербер - 1975 Барбара Фрішмут - 1976 Фрідеріке Майрекер, Ернст Яндль - 1977 Ганс Карл Артманн - 1978 Еріх А. Ріхтер - 1979 Барбара Фрішмут - 1980 Еріх Фрід - 1981 Міхаель Ґуттенбруннер - 1982 Фріц Габек - 1983 Андреас Окопенко | - 1984 Ґергард Рюм - 1985 Германн Шюррер - 1986 Інґе Меркель - 1987 Освальд Вінер - 1988 Юліан Шуттінг - 1989 Ельфріде Єлінек - 1990 Ельфріде Ґерстль - 1991 Вернер Кофлер - 1992 Ґергард Рот - 1993 Ґерт Йонке - 1994 Маріанне Фріц - 1995 Марія-Тереза Кершбаумер - 1996 Петер Розай - 1997 Франц Йозеф Чернін - 1998 Гайді Патакі - 1999 Бодо Гелль - 2000 Йозеф Гаслінґер - 2001 Марлене Штреєрувіц - 2002 Еріх Гакль - 2003 Роберт Шиндель - 2004 Вольф Гаас - 2005 Лізль Уйварі - 2006 Фред Вандер - 2007 Фрідріх Ахлайтнер - 2008 Петер Вотергаус - 2009 Петер Геніш - 2010 Фердінанд Шмац - 2011 Бріґітта Фалькнер - 2012 Анзельм Ґлюк - 2013 Ґустав Ернст - 2014 Вільгельм Певні - 2015 Елізабет Райхарт - 2016 Ренате Велш - 2017 Ліда Віневич - 2018 Крістоф Рансмайр - 2019 Сабіна Ґрубер - 2020 Ганс Раймунд - 2021 Марґрет Крайдль - 2022 Сабіна Шолль - 2023 Владимир Фертліб |

## Лінки
- Stadt Wien: Preisträgerinnen und Preisträger seit 1947 — «Місто Відень: Лауреатки і лауреати від 1947 року»